# Friedrich Emil Welti
Friedrich Emil Welti (* 15. Juni 1857 in Aarau; † 8. März 1940 in Kehrsatz) war ein Schweizer Manager, Mäzen und Rechtshistoriker.

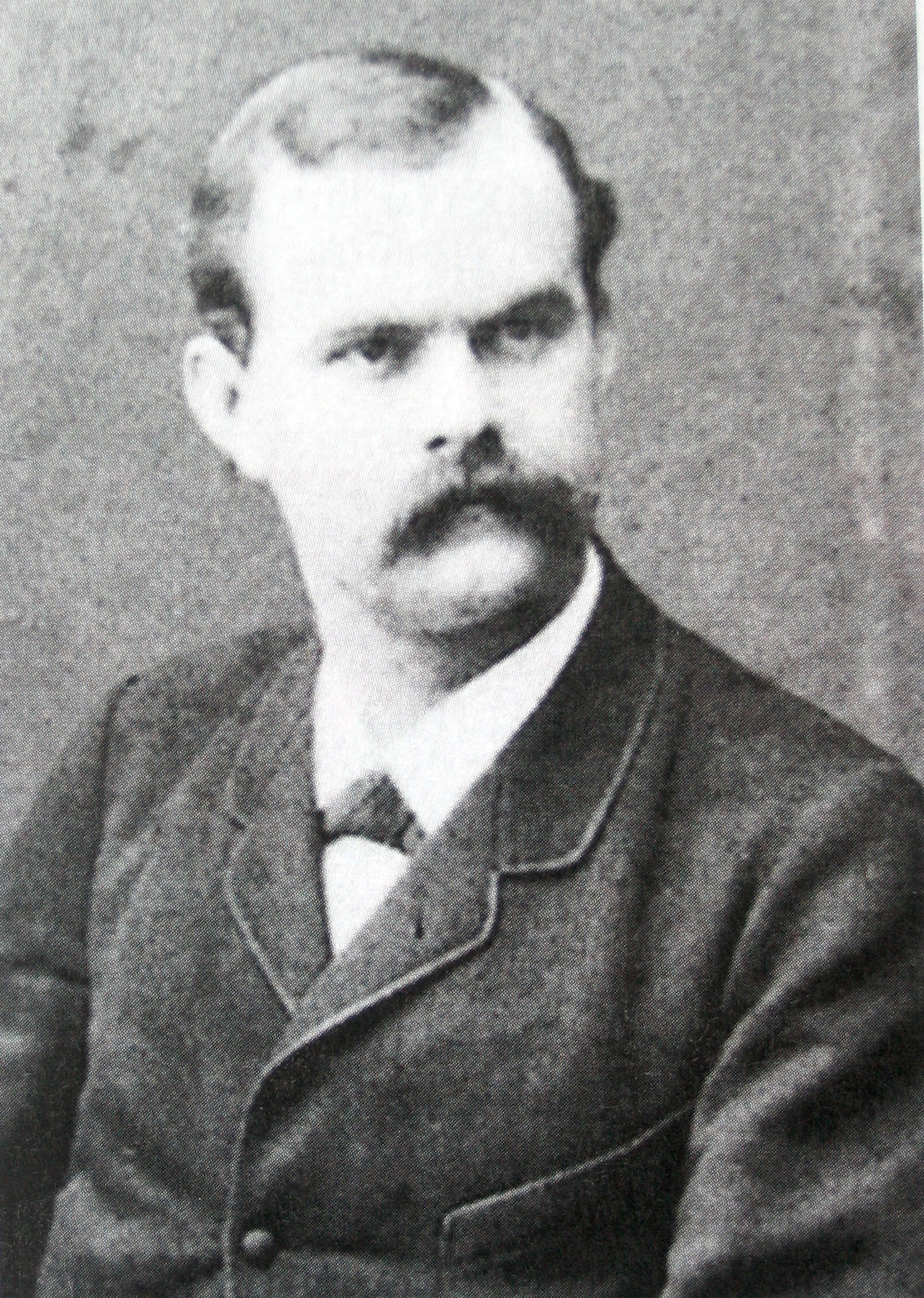
Friedrich Emil Welti

## Biografie
Welti wurde in Aarau geboren und verbrachte dort seine ersten Lebensjahre. Als sein Vater Emil Welti 1867 in den Bundesrat gewählt wurde, siedelte die Familie nach Bern über. Welti studierte Recht an der Universität Bern und promovierte im Jahr 1880. Seine historischen Forschungen betrafen Quellensammlungen und Stadtrechte.
Anschliessend zog Welti nach Winterthur, wo er für die Schweizerische Unfallversicherungsgesellschaft zu arbeiten begann. 1884 übernahm er interimistisch die Geschäftsleitung und trat in den Verwaltungsrat ein, im darauf folgenden Jahr trat er auch in den Verwaltungsrat der Schweizerischen Rückversicherungsgesellschaft ein; beiden gehörte er bis zu seinem Tod an. Im Verwaltungsrat der Schweizerische Mobiliar Versicherungsgesellschaft war er von 1894 bis 1937 vertreten, ab 1904 als deren Präsident. Welti gehörte im späten 19. und im frühen 20. Jahrhundert zu den einflussreichsten Personen der Schweizer Versicherungsbranche.
Diesen raschen Aufstieg in der Versicherungsbranche hatte Welti neben seinen Fähigkeiten auch der 1883 erfolgten Heirat mit Lydia Escher zu verdanken, der einzigen Tochter des einflussreichen Politikers und Industriellen Alfred Escher. Die in Enge lebenden Eheleute verband das gemeinsame Interesse für die Kultur, sie wurden zu Mäzenen des Künstlers Karl Stauffer-Bern.
Dieser half ihnen für die geplante Kunstsammlung geeignete Gemälde auszuwählen. Als Stauffer 1886 einen Brief von Henriette Feuerbach erhielt, in dem sie Stauffer darüber informierte, dass die Malerin Marie Röhrs das Gemälde Das Gastmahl des Agathon von Anselm Feuerbach verkaufen wolle, schrieb er Röhrs am 2. Dezember 1886 einen Brief und informierte sie darüber, dass er ihr das Gemälde für die vorgesehene Kunstsammlung abkaufen wolle. Zu einem Verkauf kam es jedoch nicht mehr und das Gemälde gelangte in den Besitz der Galerie des Grossherzogs von Baden, deren Direktor Wilhelm Lübke war.
Weltis Gattin und sein Jugendfreund hatten ein heimliches Liebesverhältnis. Kurz nachdem das Ehepaar 1889 nach Florenz gezogen war, kehrte Welti allein in die Schweiz zurück und liess Lydia in Stauffers Obhut. Sie wollte sich daraufhin scheiden lassen und Stauffer heiraten. Als das Liebespaar nach Rom flüchtete, liess Bundesrat Emil Welti seine Beziehungen zugunsten seines Sohnes spielen, woraufhin Lydia in einem Irrenhaus interniert und Stauffer verhaftet wurde. 1890 liess sich Welti von seiner Ehefrau scheiden, die sich im darauf folgenden Jahr das Leben nahm.
1893 heiratete Welti die Arzttochter Helene Kammerer. Durch die Scheidung von Lydia Escher war er wohlhabend geworden und erwarb 1897 das Landgut Lohn bei Kehrsatz, wo er den Rest seines Lebens verbrachte. Wohl aus Reue stiftete er der Gottfried Keller-Stiftung, die von seiner ersten Ehefrau gegründet worden war, hohe Geldbeträge. Welti, dessen zweite Ehe ebenfalls kinderlos blieb, stiftete 1891 den nach ihm benannten Welti-Preis, der bis in die 2000er Jahre alle drei Jahre einem Schweizer Schriftsteller verliehen wurde.
Das Landgut Lohn entwickelte sich zu einem beliebten Treffpunkt für Künstler und Wissenschaftler. Welti vermachte sein Vermögen kulturellen und wissenschaftlichen Zwecken. Seine zweite Frau Helene Kammerer-Welti verstarb am 14. Juli 1942. Sie vermachte das Landgut dem Bundesrat.

## Forschung
Welti entfaltete in seiner Freizeit eine umfassende Forschungstätigkeit auf dem Gebiet der Rechtsgeschichte. Er folgte damit dem Beispiel seines Vaters, der in den 1860er Jahren das Urbar der Stadt Baden und die Offnungen von 33 Aargauer Gemeinden erforscht hatte. Welti publizierte seine Forschungsergebnisse jeweils auf eigene Kosten. Dabei beschränkte er sich in der Regel auf die reine Quellensammlung und überliess deren Auswertung anderen Historikern. Ab 1895 schrieb er regelmässig Beiträge für den Anzeiger für Schweizergeschichte. 1896 veröffentlichte er die Berner Stadtrechnungen des 14. Jahrhunderts, acht Jahre später jene des 15. Jahrhunderts. 1912 kamen die ältesten erhalten gebliebenen Berner Ratskorrespondenzen aus den Jahren 1444 bis 1448 hinzu. Daneben publizierte er die Tellbücher (Steuerverzeichnisse) der Stadt Bern der Jahre 1389, 1448 und 1458.
Nachdem Welti 1896/99 in zwei Bänden die Urkunden des Stadtarchivs Baden bis 1500 veröffentlicht hatte, begann eine fast vier Jahrzehnte dauernde Zusammenarbeit mit Walther Merz. Mit ihm zusammen erschloss er im Auftrag der Rechtsquellenstiftung des Schweizerischen Juristenvereins in der Sammlung Schweizerischer Rechtsquellen die mittelalterlichen Stadtrechte verschiedener Städte in den Kantonen Bern, Freiburg und Aargau. Der Friedrich-Emil-Welti-Fonds, Bern, ermöglicht heute noch die Finanzierung von Forschungen dieser Art.
Welti publizierte folgende Stadtrechte:
- Bern (1902 Band I, 1939 Band II)[4]
- Freiburg i.Ü. (1908)
- Murten (1925)[5]
- Baden und Brugg (1899)[6]
- Kaiserstuhl und Klingnau (1905)[7]
- Laufenburg und Mellingen (1915)[8]
- Rheinfelden (1917)[9]

Hinzu kommen die Quellen zur Rheinfelder Stadtgeschichte, die 1933 bis 1935 in drei Bänden erschienen. Sie enthalten die Urkunden des Stadtarchivs, der Johanniterkommende und des Stifts St. Martin. 1925 edierte Friedrich Emil Welti in Bern eine originalsprachliche Version des Tagebuches des Junkers Hans von Waltheim aus Halle an der Saale anlässlich dessen Pilgerreise im Jahre 1474 (Herzog August Bibliothek in Wolfenbüttel, Cod. 17.2. Aug. 4°). Darin erzählt Waldheim unter anderem auf mehreren Seiten von seinem Besuch bei Bruder Klaus (Niklaus von Flüe).
Der wissenschaftliche Nachlass von Friedrich Emil Welti befindet sich im Staatsarchiv Aargau und in der Burgerbibliothek Bern.